# Benoît de Cornouaille
Pour les articles homonymes, voir Benoît.
Benoît de Cornouaille († 1115), abbé de l'abbaye Sainte-Croix de Quimperlé en 1066, et évêque de Nantes de 1079/1081 à 1114.

## Biographie
Benoît ou Benedict est le fils cadet d'Alain Canhiart († 1058) comte de Cornouaille et de son épouse Judith de Nantes.
D'abord moine à l'abbaye de Landévennec, Benoît fils du fondateur devient abbé de Sainte-Croix de Quimperlé en 1066 l'année même où son frère aîné Hoël peut prétendre au titre de duc. Son prédécesseur Jungomarc'h élu en 1059 et crédité d'un abbatiat de 7 ans continue toutefois d'apparaître à ses côtés jusqu'à sa propre mort en 1088. Sous l'abbatiat de Benoît la communauté connaît une croissance constante et l'on compte une trentaine de moines dans les actes jusqu'en 1081.
Selon le cartulaire de Quimperlé le pape Grégoire VII dans une bulle du 25 mars 1078 prend sous sa protection le monastère de Sainte-Croix avec toutes ses possessions. À la suite de la mort de son frère l'évêque Guérech II de Cornouaille, Benoît est désigné pour occuper le siège épiscopal de Nantes en 1079, il n'est toutefois consacré qu'en 1081. Dans le contexte de l'achèvement de la réforme du clergé séculier soutenue par son neveu le duc Alain IV de Bretagne, Benoît réunit un concile à Nantes en 1105.
En 1114 du fait de son grand âge Benoît résigne volontairement ses fonctions. Il désigne comme successeur à Sainte-Croix l'abbé Gurhuand († 1131) pendant qu'à l'évêché de Nantes Robert Ier lui succède pour seulement un an avant l'élection en 1115 de Brice (†  1140). Benoît meurt l'année suivante en 1115 selon ses obituaires.